# O Istorie Compilată a Dinastiei Yuan
O Istorie Compilată a Dinastiei Yuan (în chineză: 元史类编, în engleză A Compiled History of the Yuan Dynasty) este o carte scrisă de Shao Yuanping, o lucrare din timpul dinastiei Qing. Finalizată în 1693 și publicată în 1699, cartea este alcătuită din 42 de volume. Este una dintre cele mai vechi cărți de istorie despre dinastia Yuan.

## Istoric
Titlul cărții este cunoscut și sub numele de Continuarea Hongjianlu (续弘简录) sau Continuare a Hongjianlu din istoria Yuan (续弘简录元史类编).
În timpul domniei împăratului Kangxi din dinastia Qing, Shao Yuanping a scris o istorie a dinastiei Yuan la Academia Hanlin. Cartea a fost finalizată în 1693 și a fost publicată în 1699. Ea a fost numită Continuarea Hongjianlu, deoarece stră-străbunicul său scrisese mai demult o carte intitulată Hongjianlu (弘简录).
Întreaga carte a fost compilată din diverse cărți istorice din epoca dinastiei Yuan și cuprinde 42 de volume.